# Airco DH.1
L'Airco DH.1 est un avion biplan biplace britannique de reconnaissance armée de la Première Guerre mondiale.

## Origine
Le premier appareil réalisé par Geoffrey de Havilland chez Airco fut un biplace largement inspiré du FE.2b, un des derniers appareils qu’il avait réalisé à la Royal Aircraft Factory. Il s’agissait d’un biplan biplace à hélice propulsive. La voilure avait une structure en bois entoilée, deux plans égaux non décalés dotés d’ailerons. Également en bois, le fuselage reposait sur le plan inférieur, le pilote étant installé au centre du fuselage, plus haut que l’observateur situé devant lui et disposant d’une mitrailleuse. À l’arrière du fuselage, le moteur entraînait une hélice bipale en bois Chauvière débattant entre 4 poutres supportant l’empennage. Comme le FE.2b, le DH.1 devait recevoir un moteur en ligne refroidi par eau Beardmore (en) de 120 ch mais, ce moteur étant réservé au FE.2b, un 8 cylindres en V Renault de 70 ch fut monté sur le prototype. Le premier vol eut lieu en janvier 1915. Bien que sous-motorisé, l’appareil se comportait bien et fut donc commandé par le Royal Flying Corps. Mais Airco étant déjà engagé dans des projets plus ambitieux, la production du DH.1 fut rapidement sous-traitée à la firme Savages de King’s Lynn.

## Production et modèles
Selon les sources, les chiffres de production varient. Ce qui est certain :
- Airco DH.1 : 7 DH.1 à moteur Renault furent construits par Airco et 93 par Savages.
- Airco DH.1A : Environ 70 appareils furent motorisés ou remotorisés avec un moteur Beardmore.

148 numéros de série ont été attribués aux DH.1/1A : 4600/4648, 5335/5383, A1611/A1660

## En service
Mis en service en 1915, le DH.1 fut essentiellement utilisé par la Home Defence, mais quelques DH.1A furent expédiés au Proche-Orient où ils arrivèrent en juillet 1916. Affectés au No 14 Sqdn du RFC, ils furent utilisés pour escorter les BE.2 de la même escadrille durant les missions de reconnaissance, et une victoire fut revendiquée sur un Aviatik biplace. Le 5 mars 1917, un DH.1A fut abattu durant un bombardement sur Tel el Sheria. Ce fut probablement la dernière mission à laquelle participa le DH.1, remplacé en novembre 1917 en Palestine par des RE.8. À cette date, les appareils stationnés au Royaume-Uni avaient déjà été relégués aux écoles.